# Francisco de Médici (1594-1614)
Francisco de Fernando de Médici (Florencia, 14 de mayo de 1594-Pisa, 17 de mayo de 1614) fue el cuarto hijo del gran duque de Toscana Fernando I de Médici y de Cristina de Lorena.

## Biografía
Destinado a la carrera diplomática, él en cambio prefirió seguir la militar. Estuvo al mando de las tropas enviadas por Toscana en 1613 en ayuda de Fernando Gonzaga contra el duque Carlos Manuel I de Saboya, pero no llegó a entrar nunca en acción porque entre los dos contendientes fue estipulada una paz antes de que él llegase al Ducado de Mantua.
Después de haber partido en peregrinaje a Loreto murió poco después de su retorno en 1614 a la edad de 20 años.
- Datos: Q3750870
- Multimedia: Francesco de' Medici (1594-1614) / Q3750870